# Wybory samorządowe w Polsce w 2018 roku
Wybory samorządowe w Polsce w 2018 – wybory samorządowe, które z mocy ustawy zostały zarządzone przez premiera Mateusza Morawieckiego 13 sierpnia 2018 na dzień 21 października, natomiast II tura wyborów tzw. włodarzy (wójtów gmin, burmistrzów i prezydentów miast) odbyła się dwa tygodnie później – 4 listopada. W wyborach tych wybierani byli wójtowie gmin, burmistrzowie, prezydenci miast oraz radni dzielnicowi m.st. Warszawy, gminni (w tym miejscy), powiatowi i sejmików województw.

## Zmiana prawa wyborczego

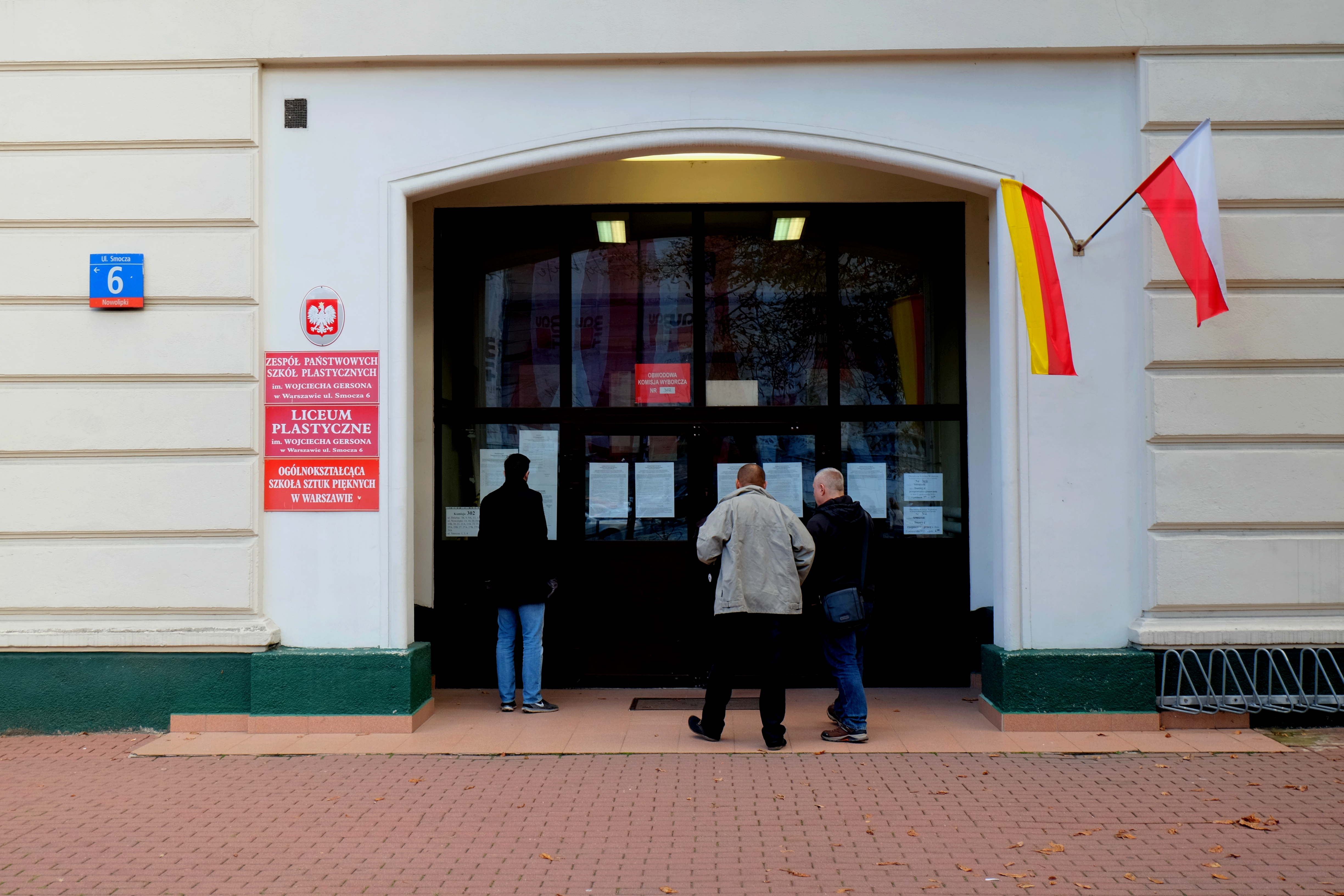
Obwodowa Komisja Wyborcza w budynku Zespołu Państwowych Szkół Plastycznych im. Wojciecha Gersona w Warszawie podczas I tury głosowania, 21 października 2018

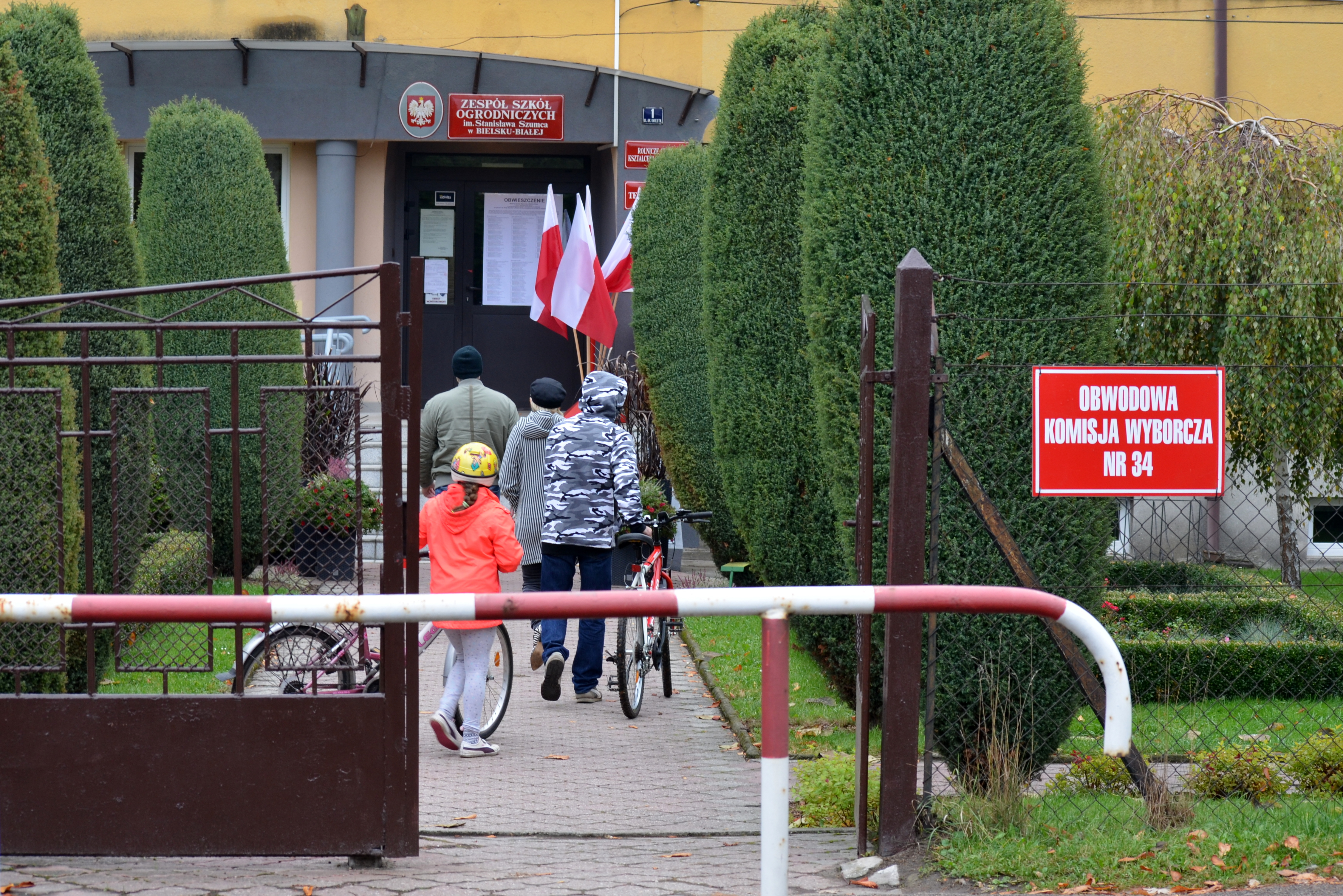
Wejście do jednej z obwodowych komisji wyborczych w Bielsku-Białej

Wybory samorządowe w 2018 roku odbyły się po znaczącej nowelizacji prawa wyborczego (obejmującego kodeks wyborczy oraz ustawę o samorządzie gminnym, powiatowym, wojewódzkim i o ustroju m.st. Warszawy), wprowadzonej ustawą z 11 stycznia 2018 o zmianie niektórych ustaw w celu zwiększenia udziału obywateli w procesie wybierania, funkcjonowania i kontrolowania niektórych organów publicznych (weszła w życie 31 stycznia 2018), której najważniejszymi elementami były:
- wprowadzenie dwukadencyjności wójtów, burmistrzów i prezydentów miast[3][2];
- wydłużenie z 4 do 5 lat kadencji organów samorządowych (wójtowie, burmistrzowie, prezydenci miast, rady gmin, powiatów i sejmiki województw)[3][2];
- ograniczenie jednomandatowych okręgów wyborczych do gmin do 20 tys. mieszkańców (wcześniej nie obowiązywały jedynie w miastach na prawach powiatów oraz dzielnicach m.st. Warszawy)[3][2];
- ograniczenie możliwości głosowania korespondencyjnego jedynie dla osób niepełnosprawnych[3][2];
- wprowadzenie dwóch rodzajów komisji obwodowych: jedna będzie organizować głosowanie, a druga ustalać wyniki głosowania[3][2];
- zwiększenie uprawnień mężów zaufania i wprowadzenie instytucji obserwatorów społecznych[3][2].

Zmiany z powodu nieprawidłowości przy wyborach samorządowych w 2014 wprowadziła też ustawa z 25 czerwca 2015 o zmianie ustawy w sprawie kodeksu wyborczego. Do najważniejszych zmian należały:
- przezroczyste urny wyborcze, których wzór określa Państwowa Komisja Wyborcza (dla wyborów zarządzonych od 1 lipca 2016), oraz koperty na kartę do głosowania gwarantujące tajność głosowania (zniesione wraz z wejściem życie ustawy z dnia 11 stycznia 2018);
- możliwość rejestracji własnymi urządzeniami nagrywającymi czynności obwodowych komisji przez mężów zaufania przed rozpoczęciem głosowania i po jego zakończeniu;
- ujęcie w protokołach głosowania liczby głosów nieważnych z podaniem przyczyny nieważności głosu;
- kadencyjność członków Państwowej Komisji Wyborczej – 9 lat oraz górny wiek członka – 70 lat (od 1 stycznia 2016);
- informowanie przez komisarza wyborczego (do 30 stycznia 2018 przez wójta, burmistrza lub prezydenta miasta) wyborców w formie druku bezadresowego najpóźniej w 21. dniu przed terminem wyborów o sposobie głosowania oraz warunkach ważności głosu w danych wyborach (od 1 stycznia 2016);
- zasada, iż karta do głosowania jest kartką zadrukowaną jednostronnie, natomiast w uzasadnionych przypadkach (np. zbyt duża liczba komitetów wyborczych) PKW może zastosować karty do głosowania w formie „książeczki” z obligatoryjną informacją na pierwszej stronie o sposobie głosowania oraz warunkach ważności głosu w danych wyborach, na stronie drugiej – spis treści zawierający listę komitetów wyborczych;
- wspólne wykonywanie czynności związanych z ustaleniem wyników głosowania przez członków obwodowych komisji wyborczych;
- zakaz członkostwa osób w obwodowej komisji wyborczej, jeśli kandydatem jest osoba bliska (zstępnym, wstępnym, małżonkiem, rodzeństwem, małżonkiem zstępnego lub przysposobionego);
- zwiększenie z 9 do 10 maksymalnej i zmniejszenie z 7 do 6 minimalnej liczebności komisji obwodowych w obwodach ze względu na zróżnicowanie liczby uprawnionych do głosowania (od 2000 głosujących minimum 8 członków komisji), co ma zwiększyć komfort pracy komisji oraz przyspieszyć liczenie oddanych głosów (zasady te zostały zmienione w dniu 31 stycznia 2018);
- ustalenie liczebności zagranicznych komisji wyborczych od 4 do 8 osób spośród kandydatów zgłoszonych przez pełnomocników wyborczych lub upoważnione przez nich osoby oraz jednej osoby wyznaczonej przez konsula.

Po wyborach środowiska eksperckie wprowadzone zmiany oceniały niejednoznacznie.

## Listy wyborcze
26 września 2018 PKW wylosowała numery list komitetów ogólnopolskich:
- KWW Bezpartyjni Samorządowcy – nr 1
- KW Polskie Stronnictwo Ludowe – nr 2
- KW Partia Zieloni – nr 3
- KKW Platforma.Nowoczesna Koalicja Obywatelska – nr 4
- KKW SLD Lewica Razem – nr 5
- KW Partia Razem – nr 6
- KW Ruch Narodowy Rzeczypospolitej Polskiej – nr 7
- KWW Kukiz’15 – nr 8
- KWW Wolność w Samorządzie – nr 9
- KW Prawo i Sprawiedliwość – nr 10.

## Wyniki głosowania i wyniki wyborów

### Frekwencja
I tura wyborów, frekwencja na poziomie całego kraju:
- 12:00 – 15,62%[7]
- 17:00 – 41,65%[8]
- ostateczna – 54,90%[9]

II tura wyborów, frekwencja na poziomie całego kraju:
- 12:00 – 15,61%[10]
- 17:00 – 38,73%[11]
- ostateczna – 48,83%[12]

### Wybory wójtów, burmistrzów i prezydentów miast
Wśród 107 miast, w których wybierano prezydentów, w 63 rozstrzygnięcia nastąpiły w I turze. W 80 przypadkach prezydentami zostali kandydaci startujący z komitetów własnych lub lokalnych, w 19 Koalicji Obywatelskiej, w 4 Prawa i Sprawiedliwości, w 2 koalicji SLD Lewica Razem, a w 1 Polskiego Stronnictwa Ludowego, jak również komitetu Kukiz’15. Prezydentami miast zostało 23 członków Platformy Obywatelskiej, 7 Sojuszu Lewicy Demokratycznej, 4 PiS, 2 PSL, po 1 Nowoczesnej i Porozumienia oraz 69 kandydatów bezpartyjnych (wśród bezpartyjnych był eurodeputowany PO, jednak nie poparty przez tę partię w I turze; jednocześnie po 1 członku PiS i SLD nie było popieranych przez własne partie – zarówno w I, jak i w II turze). Spośród 18 miast wojewódzkich w 5 wygrali kandydaci KO, a w pozostałych 13 kandydaci komitetów własnych lub lokalnych (w tym 4 związanych z KO i 2 z Bezpartyjnymi Samorządowcami). Jednocześnie w miastach tych zwyciężyło 5 członków PO, 1 SLD i 12 kandydatów bezpartyjnych.
Najwięcej burmistrzów zostało wybranych z komitetu PiS (62), jednak przynależność do PiS zadeklarowało 59 zwycięskich kandydatów na burmistrza, podczas gdy więcej do PO (69) i PSL (68). Także najwięcej wójtów zostało wybranych z ramienia KW PiS (168), jednak na wójtów zostało wybranych najwięcej członków PSL (221 – podczas gdy kandydatów KW PSL 138). Ogółem na włodarzy zostało wybranych najwięcej kandydatów PiS (234), PSL (173) i KO (33), zaś najwięcej członków PSL (291), PiS (203) i PO (127).

Zwycięskie komitety wyborcze

| Komitet wyborczy | Komitet wyborczy           | Prezydenci | Burmistrzowie | Wójtowie | Razem |
| ---------------- | -------------------------- | ---------- | ------------- | -------- | ----- |
|                  | Koalicja Obywatelska       | 19         | 11            | 3        | 33    |
|                  | Prawo i Sprawiedliwość     | 4          | 62            | 168      | 234   |
|                  | SLD Lewica Razem           | 2          | 3             | 1        | 6     |
|                  | Polskie Stronnictwo Ludowe | 1          | 34            | 138      | 173   |
|                  | Kukiz’15                   | 1          | –             | 3        | 4     |
|                  | Mniejszość Niemiecka       | –          | 4             | 9        | 13    |
|                  | Bezpartyjni Samorządowcy   | –          | 2             | 1        | 3     |
|                  | Śląska Partia Regionalna   | –          | –             | 1        | 1     |
|                  | Wolni i Solidarni          | –          | –             | 1        | 1     |
|                  | Pozostali                  | 80         | 706           | 1221     | 2007  |

| Partia polityczna | Partia polityczna                    | Prezydenci | Burmistrzowie | Wójtowie | Razem |
| ----------------- | ------------------------------------ | ---------- | ------------- | -------- | ----- |
|                   | Platforma Obywatelska                | 24         | 69            | 35       | 128   |
|                   | Sojusz Lewicy Demokratycznej         | 7          | 15            | 16       | 38    |
|                   | Prawo i Sprawiedliwość               | 4          | 59            | 140      | 203   |
|                   | Polskie Stronnictwo Ludowe           | 2          | 68            | 221      | 291   |
|                   | Porozumienie                         | 1          | 2             | 7        | 10    |
|                   | Nowoczesna                           | 1          | 2             | –        | 3     |
|                   | Solidarna Polska                     | –          | 2             | 4        | 6     |
|                   | Regionalna. Mniejszość z Większością | –          | 2             | 1        | 3     |
|                   | Unia Pracy                           | –          | 2             | –        | 2     |
|                   | Prawica Rzeczypospolitej             | –          | 1             | 1        | 2     |
|                   | Partia Razem                         | –          | 1             | –        | 1     |
|                   | Stronnictwo „Piast”                  | –          | 1             | –        | 1     |

### Sejmiki województw

Podział mandatów w sejmikach wojewódzkich po wyborach
Koalicje w sejmikach (według komitetów wyborczych)

#### Wyniki głosowania
Wszystkie dane wyrażono w procentach.
| Sejmik             |       |       |       |        |          |       |      |       |      |         |                      |      |
| Sejmik             | PiS   | KO    | PSL   | SLD LR | Kukiz’15 | BS    | WwS  | Razem | RN   | Zieloni | Regionalne z mandat. | Inne |
| ------------------ | ----- | ----- | ----- | ------ | -------- | ----- | ---- | ----- | ---- | ------- | -------------------- | ---- |
| dolnośląski        | 28,53 | 25,77 | 5,23  | 5,50   | 4,78     | 14,98 | 1,38 | 1,61  | 1,32 | 1,76    | 8,291                | 0,86 |
| kujawsko-pomorski  | 28,27 | 34,66 | 14,31 | 9,00   | 5,70     | 0,64  | 1,98 | 1,77  | 0,54 | 1,19    | –                    | 1,94 |
| lubelski           | 44,04 | 18,19 | 19,30 | 5,89   | 6,64     | 0,42  | 1,62 | 0,93  | 1,32 | 0,14    | –                    | 1,51 |
| lubuski            | 25,11 | 29,92 | 12,43 | 9,59   | 3,22     | 13,17 | 0,55 | 1,72  | 1,67 | 2,62    | –                    | –    |
| łódzki             | 34,88 | 28,39 | 13,06 | 6,32   | 5,86     | 3,90  | 1,38 | 1,72  | 1,17 | 1,34    | –                    | 1,98 |
| małopolski         | 43,55 | 22,66 | 10,03 | 2,87   | 5,76     | 3,89  | 1,80 | 1,44  | 0,86 | 1,02    | –                    | 6,14 |
| mazowiecki         | 34,04 | 27,66 | 13,15 | 5,46   | 5,44     | 6,24  | 1,51 | 1,70  | 1,24 | 1,38    | –                    | 2,16 |
| opolski            | 25,77 | 29,45 | 10,72 | 5,94   | 6,06     | 0,78  | 1,54 | 1,51  | 0,95 | 0,45    | 14,642               | 2,19 |
| podkarpacki        | 52,25 | 13,44 | 11,88 | 5,85   | 6,62     | 3,39  | 1,77 | 1,08  | 1,92 | 0,63    | –                    | 1,16 |
| podlaski           | 41,64 | 24,14 | 15,66 | 4,78   | 5,90     | 1,20  | 1,04 | 1,24  | 1,36 | 0,44    | –                    | 2,60 |
| pomorski           | 27,84 | 40,70 | 8,33  | 6,59   | 5,24     | 3,03  | 2,83 | 2,21  | 1,64 | 1,59    | –                    | –    |
| śląski             | 32,11 | 28,83 | 5,15  | 8,31   | 6,58     | 4,96  | 1,43 | 1,46  | 1,16 | 1,39    | –                    | 8,62 |
| świętokrzyski      | 38,40 | 11,79 | 25,52 | 6,16   | 4,90     | 2,78  | 1,84 | 0,77  | 1,16 | 0,43    | 5,263                | 0,98 |
| warmińsko-mazurski | 28,15 | 30,40 | 19,64 | 8,16   | 6,29     | 0,79  | 0,48 | 2,31  | 2,65 | 0,45    | –                    | 0,70 |
| wielkopolski       | 27,84 | 29,66 | 14,52 | 9,31   | 5,23     | 6,08  | 1,53 | 1,78  | 1,26 | 1,56    | –                    | 1,23 |
| zachodniopomorski  | 26,80 | 32,04 | 9,68  | 9,08   | 4,21     | 13,70 | 1,94 | 1,53  | 0,73 | 0,30    | –                    | –    |
| Polska             | 34,13 | 26,97 | 12,07 | 6,62   | 5,63     | 5,28  | 1,59 | 1,57  | 1,26 | 1,15    | 1,13                 | 2,60 |

Objaśnienia:
1 KWW Z Dutkiewiczem dla Dolnego Śląska,
2 KWW Mniejszość Niemiecka,
3 KWW Projekt Świętokrzyskie Bogdana Wenty.
W tabeli przedstawiono jedynie wyniki komitetów ogólnopolskich. Spośród pozostałych komitetów najlepsze rezultaty w skali kraju uzyskały: Wolni i Solidarni (0,78%), Z Dutkiewiczem dla Dolnego Śląska (0,6%), Wspólna Małopolska (0,4%), Śląska Partia Regionalna (0,38%), Ślonzoki Razem (0,36%) i Mniejszość Niemiecka (0,34%).

#### Podział mandatów
| Sejmik             |     |     |     |    |        |    |       |       |       |
| Sejmik             | PiS | KO  | PSL | BS | SLD LR | MN | ZDdDŚ | PŚ BW | Razem |
| ------------------ | --- | --- | --- | -- | ------ | -- | ----- | ----- | ----- |
| dolnośląski        | 14  | 13  | 1   | 6  | –      | –  | 2     | –     | 36    |
| kujawsko-pomorski  | 11  | 14  | 4   | –  | 1      | –  | –     | –     | 30    |
| lubelski           | 18  | 7   | 7   | –  | 1      | –  | –     | –     | 33    |
| lubuski            | 9   | 11  | 4   | 4  | 2      | –  | –     | –     | 30    |
| łódzki             | 17  | 12  | 4   | –  | –      | –  | –     | –     | 33    |
| małopolski         | 24  | 11  | 4   | –  | –      | –  | –     | –     | 39    |
| mazowiecki         | 24  | 18  | 8   | 1  | –      | –  | –     | –     | 51    |
| opolski            | 10  | 13  | 2   | –  | –      | 5  | –     | –     | 30    |
| podkarpacki        | 25  | 5   | 3   | –  | –      | –  | –     | –     | 33    |
| podlaski           | 16  | 9   | 5   | –  | –      | –  | –     | –     | 30    |
| pomorski           | 13  | 18  | 2   | –  | –      | –  | –     | –     | 33    |
| śląski             | 22  | 20  | 1   | –  | 2      | –  | –     | –     | 45    |
| świętokrzyski      | 16  | 3   | 9   | –  | 1      | –  | –     | 1     | 30    |
| warmińsko-mazurski | 11  | 12  | 7   | –  | –      | –  | –     | –     | 30    |
| wielkopolski       | 13  | 15  | 7   | 1  | 3      | –  | –     | –     | 39    |
| zachodniopomorski  | 11  | 13  | 2   | 3  | 1      | –  | –     | –     | 30    |
| Polska             | 254 | 194 | 70  | 15 | 11     | 5  | 2     | 1     | 552   |

### Rady powiatów (w tym miast na prawach powiatu)

Zwycięskie komitety wyborcze na szczeblu powiatów i miast na prawach powiatu

| Komitet wyborczy | Komitet wyborczy                          | % głosów | Liczba mandatów |
| ---------------- | ----------------------------------------- | -------- | --------------- |
|                  | Prawo i Sprawiedliwość                    | 30,46    | 2114            |
|                  | Polskie Stronnictwo Ludowe                | 14,22    | 952             |
|                  | Koalicja Obywatelska                      | 12,29    | 726             |
|                  | SLD Lewica Razem                          | 2,77     | 105             |
|                  | Mniejszość Niemiecka                      | 0,46     | 45              |
|                  | Bezpartyjni Samorządowcy                  | 0,86     | 36              |
|                  | Kukiz’15                                  | 1,42     | 19              |
|                  | Projekt Świętokrzyskie Bogdana Wenty      | 0,14     | 5               |
|                  | Porozumienie Jarosława Gowina             | 0,22     | 3               |
|                  | Śląska Partia Regionalna                  | 0,05     | 3               |
|                  | KW stowarzyszeń i organizacji społecznych | 6,91     | 397             |
|                  | Pozostałe (KWW)                           | 30,21    | 1839            |

### Rady gmin (w tym miast)

Zwycięskie komitety wyborcze na szczeblu gmin

| Komitet wyborczy | Komitet wyborczy                          | Gminy powyżej 20 tys. mieszkańców | Gminy powyżej 20 tys. mieszkańców | Gminy do 20 tys. mieszkańców | Gminy do 20 tys. mieszkańców | Gminy łącznie | Gminy łącznie |
| Komitet wyborczy | Komitet wyborczy                          | % głosów                          | Liczba mandatów                   | % głosów                     | Liczba mandatów              | Suma mandatów |               |
| ---------------- | ----------------------------------------- | --------------------------------- | --------------------------------- | ---------------------------- | ---------------------------- | ------------- | ------------- |
|                  | Prawo i Sprawiedliwość                    | 25,20                             | 1877                              | 15,72                        | 3931                         | 5808          |               |
|                  | Koalicja Obywatelska                      | 19,41                             | 932                               | 0,80                         | 166                          | 1098          |               |
|                  | Polskie Stronnictwo Ludowe                | 1,19                              | 123                               | 8,52                         | 3077                         | 3200          |               |
|                  | SLD Lewica Razem                          | 3,70                              | 107                               | 0,82                         | 200                          | 307           |               |
|                  | Bezpartyjni Samorządowcy                  | 0,80                              | 22                                | 0,13                         | 31                           | 53            |               |
|                  | Kukiz’15                                  | 2,37                              | 18                                | 0,48                         | 75                           | 93            |               |
|                  | Projekt Świętokrzyskie Bogdana Wenty      | 0,19                              | 7                                 | 0,03                         | 7                            | 14            |               |
|                  | Mniejszość Niemiecka                      | 0,04                              | 4                                 | 0,33                         | 203                          | 207           |               |
|                  | Śląska Partia Regionalna                  | 0,16                              | 1                                 | 0,06                         | 10                           | 11            |               |
|                  | Wolni i Solidarni                         | 0,04                              | 0                                 | 0,07                         | 13                           | 13            |               |
|                  | Porozumienie Jarosława Gowina             | 0,01                              | 0                                 | 0,09                         | 13                           | 13            |               |
|                  | Prawica Rzeczypospolitej                  | –                                 | –                                 | 0,03                         | 9                            | 9             |               |
|                  | Stronnictwo Ludowe „Ojcowizna” RP         | –                                 | –                                 | 0,01                         | 4                            | 4             |               |
|                  | Wolność w Samorządzie                     | 0,18                              | 0                                 | 0,02                         | 3                            | 3             |               |
|                  | Samoobrona                                | –                                 | –                                 | 0,02                         | 3                            | 3             |               |
|                  | Ślonzoki Razem                            | –                                 | –                                 | 0,00                         | 2                            | 2             |               |
|                  | Ruch Narodowy                             | 0,01                              | 0                                 | 0,02                         | 1                            | 1             |               |
|                  | Kongres Nowej Prawicy                     | 0,00                              | 0                                 | 0,00                         | 1                            | 1             |               |
|                  | Zieloni                                   | 0,08                              | 0                                 | 0,00                         | 0                            | 0             |               |
|                  | KW stowarzyszeń i organizacji społecznych | 6,45                              | 632                               | 3,12                         | 1014                         | 1646          |               |
|                  | Pozostałe (KWW)                           | 40,17                             | 3628                              | 69,72                        | 23 410                       | 27 038        |               |

### Rady dzielnic Warszawy
W wyborach do rad dzielnic miasta stołecznego Warszawy zwyciężyły następujące komitety wyborcze:
| Dzielnica      | Zwycięski komitet wyborczy | Zwycięski komitet wyborczy            | Liczba mandatów |
| -------------- | -------------------------- | ------------------------------------- | --------------- |
| Bemowo         | Koalicja Obywatelska       | Koalicja Obywatelska                  | 11 (na 25)      |
| Białołęka      | Koalicja Obywatelska       | Koalicja Obywatelska                  | 11 (na 25)      |
| Bielany        | Koalicja Obywatelska       | Koalicja Obywatelska                  | 10 (na 25)      |
| Mokotów        | Koalicja Obywatelska       | Koalicja Obywatelska                  | 19 (na 28)      |
| Ochota         | Koalicja Obywatelska       | Koalicja Obywatelska                  | 10 (na 23)      |
| Praga-Południe | Koalicja Obywatelska       | Koalicja Obywatelska                  | 15 (na 25)      |
| Praga-Północ   | Prawo i Sprawiedliwość     | Prawo i Sprawiedliwość                | 9 (na 23)       |
| Rembertów      | Koalicja Obywatelska       | Koalicja Obywatelska                  | 6 (na 21)       |
| Śródmieście    | Koalicja Obywatelska       | Koalicja Obywatelska                  | 15 (na 25)      |
| Targówek       | Koalicja Obywatelska       | Koalicja Obywatelska                  | 11 (na 25)      |
| Ursus          | Koalicja Obywatelska       | Stowarzyszenie Obywatelskie w Ursusie | po 8 (na 23)    |
| Ursynów        | Koalicja Obywatelska       | Koalicja Obywatelska                  | 13 (na 25)      |
| Wawer          | Koalicja Obywatelska       | Koalicja Obywatelska                  | 10 (na 23)      |
| Wesoła         | Koalicja Obywatelska       | Koalicja Obywatelska                  | 8 (na 21)       |
| Wilanów        | Koalicja Obywatelska       | Koalicja Obywatelska                  | 13 (na 21)      |
| Włochy         | Koalicja Obywatelska       | Koalicja Obywatelska                  | 9 (na 21)       |
| Wola           | Koalicja Obywatelska       | Koalicja Obywatelska                  | 15 (na 25)      |
| Żoliborz       | Koalicja Obywatelska       | Koalicja Obywatelska                  | 10 (na 21)      |

| Komitet wyborczy | Komitet wyborczy                   | % głosów | Liczba mandatów |
| ---------------- | ---------------------------------- | -------- | --------------- |
|                  | Koalicja Obywatelska               | 39,35    | 201             |
|                  | Prawo i Sprawiedliwość             | 24,04    | 118             |
|                  | Miasto Jest Nasze – Ruchy Miejskie | 5,37     | 22              |
|                  | SLD Lewica Razem                   | 3,75     | 2               |
|                  | Bezpartyjni Samorządowcy           | 2,23     | 1               |
|                  | Kukiz’15                           | 3,47     | 0               |
|                  | Pozostałe                          | 21,79    | 81              |

## Komentarze
Publicyści zauważyli, że w wyborach samorządowych w 2018 po raz pierwszy partia rządząca wykorzystała w kampanii posiadaną władzę, sugerując w przyszłości uzależnienie otrzymywania środków przez dany region w zależności od wybranych w nim władz samorządowych. Taka strategia została negatywnie odebrana przez krytyków rządzącej partii.